# Driehoek van Sierpiński
De driehoek van Sierpiński is een fractal die werd ontdekt door de Poolse wiskundige Wacław Sierpiński. 
Uit een gelijkzijdige driehoek wordt de driehoek verwijderd die gevormd wordt door de middens van de drie zijden. Vervolgens wordt deze procedure herhaald in elk van de drie overgebleven driehoeken. De procedure wordt oneindig herhaald. 

De evolutie van de driehoek van Sierpiński.

## Eigenschappen
De Hausdorff-dimensie van de driehoek van Sierpiński is 
{\displaystyle {\frac {\log 3}{\log 2}}\approx 1{,}58496\,}.
Als men in een driehoek van Pascal met 2n rijen de even getallen wit en de oneven getallen zwart kleurt, is het resultaat de Sierpiński-driehoek. Om meer precies te zijn benadert de limiet de Sierpiński-driehoek, wanneer n in deze pariteits-gekleurde 2n-rij Pascal-driehoek tot oneindig nadert.
De oppervlakte van een Sierpiński-driehoek is nul (in Lebesgue-maat). De oppervlakte die overblijft na elke iteratie is altijd 3/4 van de oppervlakte van de vorige iteratie, en een oneindig aantal iteraties resulteert daarom in een oppervlakte van nul. Intuïtief kan men inzien dat deze regel van toepassing is op elke meetkundige constructie met een oneindig aantal iteraties, die elk de grootte met een getal verminderen dat proportioneel is aan een vorige iteratie.